# Francia en los Juegos Paralímpicos de Roma 1960
Francia estuvo representada en los Juegos Paralímpicos de Roma 1960 por 24 deportistas, 23 hombres y una mujer.

## Medallistas
El equipo paralímpico francés obtuvo las siguientes medallas:
| Nombre             | Deporte       | Evento                                           |
| ------------------ | ------------- | ------------------------------------------------ |
| Oro                |               |                                                  |
| Barbier            | Atletismo     | Maza B masculino                                 |
| Bernard Jarrige    | Atletismo     | Maza extra masculino                             |
| Bernard Jarrige    | Natación      | 25 m crol incompleto júnior clase 2 masculino    |
| Trouverie          | Tiro con arco | Ronda Columbia clase abierta masculino           |
| Plata              |               |                                                  |
| Bernard Jarrige    | Natación      | 25 m espalda incompleta júnior clase 2 masculino |
| Delapietra         | Tiro con arco | Ronda Columbia clase abierta masculino           |
| Gérard Figoni      | Tiro con arco | Ronda St. Nicholas clase abierta masculino       |
| Bronce             |               |                                                  |
| Bernabei Trouverie | Dartchery     | Dobles clase abierta mixto                       |